# DVD-R DL
DL (ang. double layer) – skrót używany dla określenia dwuwarstwowych płyt CD i DVD.
Dzięki zastosowaniu emitera światła laserowego o modulowanej długości fali, możliwy stał się zapis (i odczyt) danych na płytach, umieszczonych w dwóch warstwach. Dzięki temu, na tej samej powierzchni płyty możliwe stało się zapisanie niemal dwukrotnie większej ilości danych.
Płyty dwuwarstwowe są specjalnymi wersjami powszechnie stosowanych płyt CD i DVD.
W pierwszym przypadku są praktycznie w ogóle nieznane. Wpływ na to miały dwa czynniki. Po pierwsze, cena urządzeń do zapisu/odczytu była nieporównywalnie większa niż urządzeń tradycyjnych. Po drugie – okres ich świetności zbiegł się z momentem udostępnienia płyt DVD, o znacznie większej pojemności.
Dwuwarstwowe płyty DVD są relatywnie nowym odkryciem na rynku komputerowym. Jednakże już teraz przewiduje się, że podzielą (być może nie aż w takim stopniu) los dwuwarstwowych płyt CD. Co prawda, cena urządzeń do ich zapisu/odczytu niewiele lub wcale nie różni się od urządzeń tradycyjnych, ale za to prędkość zapisu danych (co bezpośrednio wpływa na czas zapisania całej płyty) jest relatywnie niska. Część specjalistów przewiduje, że moment wprowadzenia akceptowalnych prędkości zapisu dwuwarstwowych płyt DVD zbiegnie się z momentem upowszechnienia płyt w standardzie Blu-ray, co położy kres ich popularności.
Ciekawym przykładem płyt dwuwarstwowych może być prototyp płyty SACD (Super Audio Compact Disk) – połączenie płyty CD i DVD. Z powodu małej popularności systemu oraz wysokiej ceny wytworzenia nośnika zrezygnowano z dwóch warstw.